# Lingue penuti
Le lingue penuti  (Penutian in lingua inglese) sono un ipotetico raggruppamento di lingue native americane del nord America occidentale, parlate un tempo negli attuali stati di Washington, Oregon e California.  L'esistenza di un phylum penuti è stato oggetto di accesi dibattiti in seno alla comunità dei linguisti. Anche il fatto che alcune delle lingue (o gruppi di lingue) potessero appartenere o no al raggruppamento è stata spesso fonte di diatribe tra gli specialisti. Molti dei problemi negli studi comparativi sono dovuti al fatto che molte lingue si sono estinte da parecchio tempo e la documentazione disponibile è scarsa.
Si riuscì a raggiungere un certo consenso sull'ipotesi in un convegno del 1994 all'Università dell'Oregon. In seguito Marie-Lucie Tarpent studiando le lingue tsimshian (Tsimshianic), una famiglia geograficamente isolata della Columbia Britannica settentrionale, concluse che l'appartenenza alla famiglia penuti fosse molto probabile.
Parecchi dei sottoraggruppamenti più o meno recentemente proposti hanno avuto convincenti dimostrazioni.

## Etimologia
Il nome penuti è stato creato unendo due parole che indicano il numerale "due": pen nelle lingue wintun (Wintuan), maidu (Maiduan) e yokuts (Yokutsan), e uti in lingua uti (Utian).

## Storia delle ipotesi

### Ipotesi iniziale
L'ipotesi originale penuti venne lanciata nel 1913 da Roland B. Dixon e Alfred L. Kroeber, che avevano notato le strette relazioni che incorrevano tra le seguenti cinque famiglie linguistiche californiane:
1. Lingue maidu
2. Lingue uti
3. Lingue costano[3] (Costanoan)
4. Lingue wintun
5. Lingue yokuts

Questa proposta venne definita di volta in volta Core Penutian, penuti californiano (California Penutian) o Penutian Kernel. Nel 1919 gli stessi autori pubblicarono le prove linguistiche a supporto della proposta. Da questa data, l'ipotesi del penuti iniziò ad essere dibattuta.
Precedentemente (nel 1877), Albert S. Gatschet aveva definito il gruppo mutsun (oggi chiamato lingue uti), formato dalle lingue miwok e dalle lingue costano, la cui esistenza venne poi confermata da Catherine Callaghan.  Nel 1903 Dixon & Kroeber notarono una notevole relazione ("positive relationship") tra costano, maidu, wintun e yokuts. Nel 1910 Kroeber riconobbe gli stretti collegamenti tra la lingua miwok e le lingue costano.

### Espansione di Sapir
Nel 1916, Edward Sapir espande la famiglia penuti con un insieme di lingue, definite lingue penuti dell'Oregon, che includeva le lingue coos (Coosan) e le lingue isolate siuslaw e takelma.
In seguito Sapir e Leo Frachtenberg aggiunsero le lingue kalapuya (Kalapuyan) e le lingue chinook (Chinookan) e, ancora dopo, le lingue alsean e le lingue tsimshian, arrivando alla classificazione in quattro rami del 1921:
I. Penuti californiano
1. Maidu   (Maidu)
2. Uti   (Miwok–Costano)
3. Wintun   (Wintu)
4. Yokuts   (Yokuts)

II. Penuti dell'Oregon
1. Coos   (Coos)
2. Siuslaw
3. Takelma
4. Lingue kalapuya   (Kalapuya)
5. Lingue alsean   (Yakonan)

III. Lingue chinook   (Chinook)
IV. Lingue tsimshian   (Tsimshian)
Nel 1929 Sapir pubblicò un articolo per l'Encyclopædia Britannica, in cui aggiungeva due nuovi rami:
- - Lingue penuti dell'altopiano[16] (Plateau Penutian)
    - Lingua klamath–modoc   (Lutuami)
    - Lingua waiilatpuan
      - Lingua cayuse
      - Lingua molala

    - Lingue sahaptian   (Sahaptin)

  - Penuti del Messico[16] (Mexican Penutian)
    - Lingue mixe–zoque
    - Lingua huave

organizzando così la famiglia in sei rami:
1. Penuti californiano
2. Penuti dell'Oregon
3. Chinook
4. Tsimshian
5. Penuti dell'altopiano
6. Penuti del Messico

(La completa proposta di Sapir del 1929 si può leggere nella voce dell'Encyclopædia Britannica, in inglese.)

### Espansioni successive
Altri linguisti hanno suggerito l'inclusione di altre lingue nella famiglia:
- Ipotesi macro-penuti (Benjamin Whorf)

o hanno proposto ipotesi di collegamenti tra il penuti ed altre famiglie:
- Ipotesi amerinda di (Joseph Greenberg)

### Dubbi della metà del novecento
Verso la metà del XX secolo, tra gli studiosi sorse il dubbio che le somiglianze tra le varie famiglie linguistiche che comporrebbero la famiglia penuti possano essere il risultato di prestiti linguistici tra i popoli vicini e non derivassero da un proto-linguaggio comune, condiviso in un lontano passato.
Mary Haas, riguardo a questo prestito, afferma:
Anche dove il rapporto genetico è chiaramente delineato ...le prove di diffusione di tratti comuni, tra tribù vicine, in relazione o meno, è visibile dappertutto. Queste rende il compito di determinare la validità dei collegamenti tra le presunte lingue hoka e le presunte lingue penuti estremamente difficoltoso […] e occorre ribadire ancora una volta che, per la preistoria, l'approccio diffusionale è altrettanto importante che quello genetico e quindi porre la necessaria enfasi sulla necessità di proseguire con studi diffusionali che vadano di pari passo con gli studi genetici. Questo è necessario, soprattutto,  nello studio delle lingue hoka e penuti, in particolar modo in California dove esse hanno convissuto fianco a fianco per molti millenni.(Haas 1976:359)
Nonostante le preoccupazioni di Haas ed altri, la “Consensus Classification” prodotta ad una conferenza a Bloomington (Indiana) nel 1964 ha ritenuto di mantenere l'intero gruppo di Sapir nella famiglia penuti. L'approccio opposto venne sostenuto nel 1976 ad una conferenza a Oswego (New York), dove Campbell e Mithun respinsero l'esistenza della famiglia penuti, considerandola non dimostrata, dalla loro classificazione di famiglie linguistiche nordamericane.

## Ipotesi recenti

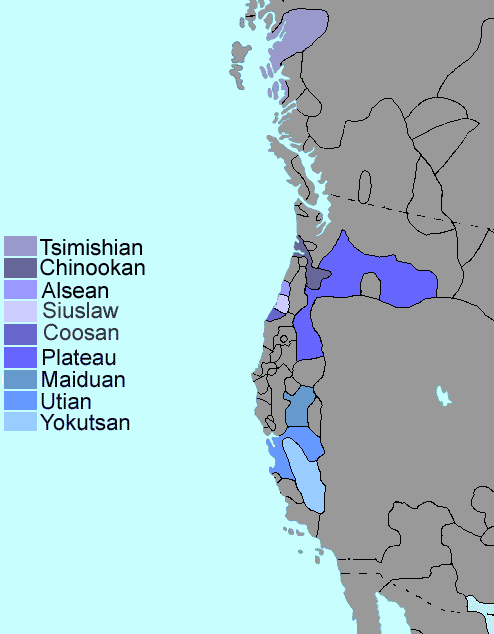
La famiglia penuti secondo Delancey. Le famiglie meridionali — maidu, yokuts e uti — sono arrivi recenti in California dall'Oregon.

Il ramo penuti californiano ed il takelma–kalapuya non sono più accettati come appartenenti alla famiglia da molti studiosi del penuti. Invece, il penuti dell'altopiano, il penuti costiero dell'Oregon (Oregon Coast Penutian) e lo yok-uti continuano ad essere considerati sufficientemente supportati. Scott DeLancey suggerisce le seguenti relazioni tra le famiglie linguistiche tipicamente assegnate al phylum penuti:
- Penuti marittimo (Maritime Penutian)
  - Lingua tsimshian
  - Lingua chinook
  - Lingue penuti della costa dell'Oregon
    - Lingua alsean
    - Lingua siuslaw
    - Lingua coos
- Penuti dell'entroterra (Inland Penutian)
  - Lingue yok-uti (dal Gran Bacino)
    - Lingua uti
    - Lingua yokuts

  - Lingua maidu (dal Gran Bacino o Oregon)
  - Lingue penuti dell'altopiano
    - Lingue sahaptian
    - Lingua molala
    - Lingua klamath

Le lingue wintun, la lingua takelma e la lingua kalapuya, assenti da questa lista, continuano ad essere considerate lingue penuti da molti studiosi dell'argomento.

## Prove a favore dell'ipotesi penuti
Forse perché molte lingue penuti hanno l'apofonia, le vocali sono difficilmente ricostruibili. Tuttavia, le consonanti corrispondenti sono comuni. Per esempio, le proto-yokuts (penuti dell'entroterra) consonanti retroflesse */ʈ/ */ʈʼ/ corrispondono alle consonanti klamath (penuti del plateau) /t͡ʃ t͡ʃʼ/, mentre le consonanti dentali del proto-yokuts */t̪/ */t̪ʰ/ */t̪ʼ/ corrispondono alle consonanti alveolari klamath /d t tʼ/. Il kalapuya, il takelma ed il wintun non evidenziano connessioni ovvie, e DeLancey non ha investigato il penuti del Messico o altri gruppi geograficamente vicini.
In base a calcoli archeologici, la famiglia yok-uti potrebbe essere antica come quella indoeuropea e il klamath sembra avere una continuità d'uso nella zona di origine di 7000 anni.
Qui sotto alcune corrispondenze fonetiche tra lingue appartenenti alla famiglia penuti rilevate da Lyle Campbell.
Corrispondenze tra le lingue penuti californiane ed il klamath
| Proposta Proto-penuti | Klamath  | Maidu | Wintun  | Patwin  | Yokuts | Miwok | Costano (Ohlone) |
| --------------------- | -------- | ----- | ------- | ------- | ------ | ----- | ---------------- |
| **p, **ph             | p, ph    | p     | p, ph   | p, ph   | p, ph  | p     | p                |
| **k                   | k        | k     | k       | k       | k      | k     | k                |
| **q, **qh             | q, qh    | k     | q       | k       | x (-k) | k     | k                |
| **m                   | m        | m     | m       | m       | m      | m     | m                |
| **n                   | n        | n     | n       | n       | n      | n     | n                |
| (ʔ)                   | w-       | w-    | w-      | w-      | w-     | w-    | w-               |
| (ʔ)                   | -l-      | -l-   | -l-, -l | -l-, -l | -l-    | -l-   | -l-. -r          |
| #**r                  | s[C, L[V | h     | tl, s   | tl      | ṭh     | n     | l, r             |
| **-r-                 | d, l     | d     | (r?)    | r       | ṭh     | (n?)  | r                |
| **-r                  | ʔ        | ʔ     | r       | r       | ṭh     | n     | r                |
| **s                   | s-       | s-    |         |         | s-     | s-    |                  |